# Zucapsaicin
Zucapsaicin (Civanex) là một loại thuốc dùng để điều trị viêm xương khớp đầu gối và các chứng đau thần kinh khác. Nó được áp dụng ba lần mỗi ngày trong tối đa ba tháng. Zucapsaicin là một chất thuộc nhóm phenol và là thành viên của methoxybenzen. Chất này là một chất điều biến thụ cảm tiềm năng kênh cation phân họ V thành viên 1 (TRPV-1), còn được gọi là vanilloid hoặc capsaicin thụ cảm 1 làm giảm đau và cải thiện khớp chức năng. Nó là đồng phân cis của capsaicin. Civilamide, thuốc được Winston Pharmaceuticals sản xuất theo công thức của chất này để sử dụng qua đường miệng, mũi và cục bộ (dưới hình thức miếng dán và kem bôi).
Zucapsaicin đã được thử nghiệm để điều trị một loạt các tình trạng liên quan đến đau dây thần kinh liên tục. Điều này bao gồm nhiễm herpes đơn dạng; đau đầu từng cơn và đau nửa đầu; và thoái hóa khớp gối. Nó đã được Bộ Y tế Canada phê duyệt vào năm 2010 dưới dạng kem bôi ngoài thị trường với thương hiệu Zuacta nhưng hiện tại không được FDA chấp thuận. Nó có điểm nóng chảy là 71,5-74,5.

## Dược lý học
Zucapsaicin làm trung gian cho một hành động chống độc quyền thông qua hoạt động như một chất chủ vận tại TRPV1. TRPV1 đóng một vai trò sinh lý quan trọng của việc tải nạp các kích thích hóa học, cơ học và nhiệt cũng như tải nạp đau, và tham gia vào điều chế và nhận thức đau. Chúng chủ yếu được phân phối trong các sợi thần kinh cảm giác C cũng như các sợi Aẟ để truyền thông tin cảm giác liên quan đến chứng viêm và đau thần kinh, và kích hoạt các kênh này giải phóng các chất peptide liên quan đến gen calcitonin (CGRP) và các neuropeptide khác (neurokinin A, kassinin) viêm thần kinh [A19720]. Zucapsaicin cũng được báo cáo là có ảnh hưởng đến các tế bào thần kinh hướng tâm peptidergic thông qua cơ chế giải mẫn cảm để làm giảm mức độ đau hạch gốc và peptide liên quan đến gen calcitonin (CGRP) và chất P (SP) [L877].